# Schloss Burgkemnitz

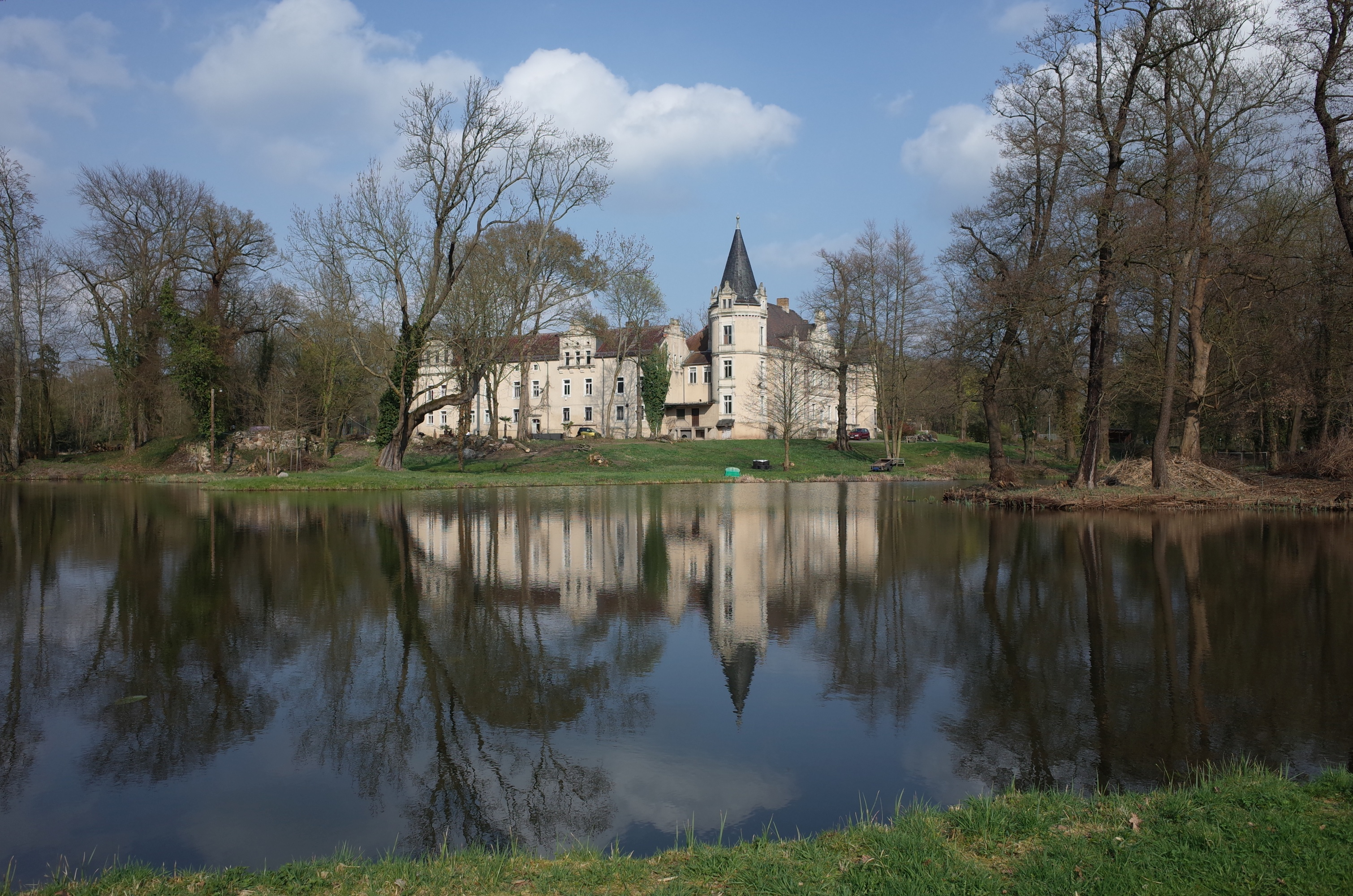
Schloss Burgkemnitz

Das Schloss Burgkemnitz, auch als Rittergut bezeichnet, ist ein denkmalgeschütztes Bauwerk im Ortsteil Burgkemnitz der Gemeinde Muldestausee im Landkreis Anhalt-Bitterfeld in Sachsen-Anhalt. Im örtlichen Denkmalverzeichnis ist das Schloss unter der Erfassungsnummer 094 96603 als Baudenkmal verzeichnet. Es hat die Adresse Schlaitzer Straße 14.

## Geschichte
Die Schlossanlage ging aus einer mittelalterlichen Wasserburg hervor und ging 1665 aus dem Besitz derer von Koseritz an Bodo von Bodenhausen. Es bildete sich eine eigene Familienlinie Burgkemnitz heraus und über viele Generationen trugen die Nachfahren den ersten Vornamen Hans. Hervorzuheben sind hier der Domherr von Merseburg Hans Friedrich von Bodenhausen (1768–1837), verheiratet mit Luise Gräfin Oberg. Dann folgte der Bruder Hans Heinrich von Bodenhausen, Domherr von Naumburg und liiert mit Christiane Wilhelmine Vogel. Ihr Sohn und Gutserbe auf Burgkemnitz Hans Konstantin von Bodenhausen (1799–1862) heiratet mit Amalie Degener ebenfalls eine Frau aus dem Bürgertum, erwirbt weitere Güter, unter anderem Schloss Lebusa, und erhält die Ernennung zum preußischen Kammerherrn.
Das heutige zweigeschossige Bauwerk mit seinen drei Flügeln entstand 1869 unter Dr. jur. Landrat Hans Bodo Freiherr von Bodenhausen (1841–1921), verheiratet mit Luise von Müller. Beim Bau im Neurenaissancestil wurden einige ältere Teile mit einbezogen. Der Bauherr wurde im gleichen Jahr mit seinen Brüdern in den Freiherrenstand erhoben und führte mehrere Titel, Majoratsherr auf Burgkemnitz, bestehend aus den Rittergütern Burg- und Neu-Kemnitz, Besitzer weiterer Güter in Sachsen-Altenburg und Sachsen, königlich preußischer Kammerherr und Rechtsritter des Johanniterordens. Gleichsam findet man Freiherr von Bodenhausen im Deutschen Millionärs-Adressbuch seiner Zeit. Zum Schloss Burgkemnitz gehörte das Rittergut mit 2080 ha Land, davon waren immerhin 1477 ha Wald, Der letzte Besitzer nach dem Zweiten Weltkrieg bis zur Enteignung während der Bodenreform in der Sowjetischen Besatzungszone im Jahr 1945 war der Landrat Hans Kraft Freiherr von Bodenhausen.
Das Schloss wurde anschließend als Erholungsheim und SED-Parteischule genutzt. Die Caritas erwarb nach der Wende das Gelände und errichtet einige Neubauten, bekannt als Wohn- und Förderstätte St. Lorenz. Das Schloss selber steht leer.

## Beschreibung
Das Bauwerk verfügt über zwei seitliche Ecktürme, an der Nordseite befindet sich ein korbbogiges Portal, im Bogenfeld darüber ist eine um das Jahr 1696 datierte Inschrift. Die Portale an der Hofseite stammen von den Vorgängerbauten. In großen Teilen blieb die historische Ausstattung erhalten. Zur Schlossanlage gehört ein großer Park mit mehreren Teichen.